# Семчук Григорій Михайлович
Григо́рій Миха́йлович Семчу́к (нар. 25 липня 1948, м. Гомель, Білорусь) — заступник Міністра регіонального розвитку, будівництва та житлово-комунального господарства України — керівник апарату з 25 березня 2014.

## Освіта
Український інститут інженерів водного господарства, спеціальність: інженер-будівельник, (1972).
Кандидат технічних наук, доцент.

## Трудова діяльність
1966–1967 рр. — слюсар транспортної експедиційної контори Рівненської облпотребради.
1967–1968 рр. — тренер обласної ради «Динамо», м. Рівне.
1972–1973 рр. — інженер, старший інженер виробничо-технічного відділу ПМК-572 тресту «Рівнесільбуд» Мінсільбуду, м. Рівне.
1973 рр. — виконроб тресту «Рівнесільбуд», м. Рівне.
1973–1974 рр. — служба у лавах Радянської Армії.
1974–1975 рр. — виконроб, старший виконроб будівельного управління «Промбуд» тресту «Нафтогазбуд» Мінпромбуду, м. Івано-Франківськ.
1975–1980 рр. — інструктор, заступник завідувача, завідувач промислово-транспортного відділу Івано-Франківського міського комітету Компартії України, м. Івано-Франківськ.
1980–1981 рр. — завідувач відділу будівництва та міського господарства Івано-Франківського міського комітету Компартії України, м. Івано-Франківськ.
1981–1985 рр. — перший заступник голови Івано-Франківського міськвиконкому.
1985–1990 рр. — начальник Управління житлово-комунального господарства Івано-Франківського облвиконкому.
1990–1995 рр. — начальник Управління інвестицій, ремонтно-будівельних та дорожніх робіт Держжитлокомунгоспу України, член колегії Комітету, м. Київ.
1995 рр. — заступник Голови Держжитлокомунгоспу України, м. Київ.
1995–1997 рр. — перший заступник Голови Держжитлокомунгоспу України, м. Київ.
1997–2002 рр. — заступник Голови Держбуду України, м. Київ.
2002–2005 рр. — Голова Державного комітету України з питань житлово-комунального господарства, м. Київ.
2005 рр. — перший заступник Голови Державного комітету України з питань житлово-комунального господарства, м. Київ.
2005–2007 рр. — заступник Міністра будівництва, архітектури та житлово-комунального господарства України, м. Київ.
2007 рр. — заступник Міністра з питань житлово-комунального господарства України, м. Київ.
2007 рр. — перший заступник Міністра з питань житлово-комунального господарства України, м. Київ.
2009–2010 рр. — президент асоціації «Питна вода України», м. Київ.
2010 рр. — президент Української асоціації підприємств водопровідно-каналізаційного господарства «Укрводоканалекологія», м. Київ.
2010 рр. — перший заступник Міністра з питань житлово-комунального господарства України, м. Київ.
2010–2011 рр. — заступник Міністра регіонального розвитку, будівництва та житлово-комунального господарства України.
2011–2013 рр. — заступник Міністра регіонального розвитку, будівництва та житлово-комунального господарства України — керівник апарату.
2013–2014 рр. — перший заступник Міністра регіонального розвитку, будівництва та житлово-комунального господарства України.

## Нагороди, почесні звання
Почесна грамота Президії Верховної Ради УРСР, 1988; почесне звання «Заслужений працівник сфери послуг України», 1997; Державна премія України в галузі науки і техніки, 2004; орден «За заслуги» III ступеня, 2013; нагрудний знак Мінрегіону «Знак пошани», 2013.